# 塩入俊哉
塩入 俊哉（しおいり としや、1960年6月22日 - ）は、日本の音楽家。東京都八王子市出身。桐朋高等学校卒業。国立音楽大学大学院修了。8枚のアルバムを発表する。文化庁芸術新人賞を受賞する。サラ・オレインとトリオ編成で行う。翠千賀の歌を作曲する。稲垣潤一をフィーチャーする。松原健之をフィーチャーする。